# Helga Solinger
Helga Solinger (* 28. November 1939 in Eisenach) ist eine deutsche Sozialarbeiterin und Politikerin der SPD. Sie war Mitglied im baden-württembergischen Landtag von 1984 bis 2001. Von 1992 bis 1996 war sie Sozialministerin von Baden-Württemberg.

## Leben
Nach dem Abitur in Heidelberg studierte Solinger von 1959 bis 1962 Philosophie und Germanistik in Heidelberg, München und Berlin. Sie nahm daneben in Berlin Schauspielunterricht, erhielt 1962 das Diplom für Schauspiel und war anschließend als Theaterschauspielerin tätig. Von 1970 bis 1974 studierte sie dann Sozialarbeit in Stuttgart und Esslingen. Anschließend arbeitete sie bei der Evangelischen Gesellschaft Stuttgart e. V. in der mobilen Jugendarbeit, danach in der Klinik der offenen Tür, einer psychiatrischen Klinik in Stuttgart.

## Politische Tätigkeit
Solinger trat 1971 der SPD bei und war von 1975 bis 1984 Mitglied im Stuttgarter Gemeinderat. Bei der Landtagswahl 1984 wurde sie als Abgeordnete in den Landtag von Baden-Württemberg gewählt und war dort von 1988 bis 1992 Vorsitzende des Sozialausschusses.
Während der Großen Koalition in Baden-Württemberg amtierte Solinger vom 11. Juni 1992 bis 11. Juni 1996 als Ministerin für Arbeit, Gesundheit und Sozialordnung in der von Ministerpräsident Erwin Teufel geführten Landesregierung. 2001 schied sie aus dem Landtag aus.